# Vargoxe Gentúnio
Vargoxe Gentúnio (em armênio: Վարհգոշ; romaniz.: Vaṙgoš) foi um nobre armênio (nacarar) da família Gentúnio do século V, ativo durante o reinado do xainxá Perozes I (r. 459–484).

## Nome
A origem do nome Vargoxe (Վարհգոշ, Vaṙgoš) é desconhecida, haja vista só ter sido registrado uma vez nas fontes.

## Contexto

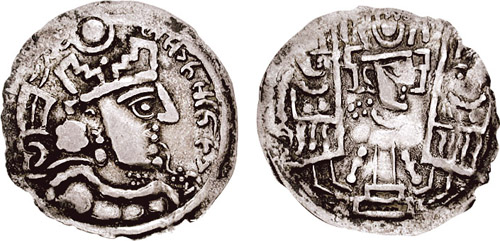
Dracma de r.

Em 428, os nacarares da Armênia peticionaram ao xainxá Vararanes V (r. 420–438) para que destronasse o rei Artaxias IV (r. 422–428) e abolisse a dinastia arsácida. Para governar o país, Vemir-Sapor foi nomeado como marzobã e e Vaanes II foi designado à tenência real. Vemir-Sapor morreu em 442, após uma administração considerada justa e liberal, na qual conseguiu manter a ordem sem ferir o sentimento nacional de frente. Vasaces I substituiu-o como marzobã. Vararanes permitiu a manutenção do cristianismo, enquanto procurava acabar com a influência do Império Bizantino sobre a Igreja da Armênia ao anexá-la à Igreja do Oriente. Contudo, seu filho e sucessor, Isdigerdes II (r. 438–457), era um pietista masdeísta e se comprometeu a impor o masdeísmo na Armênia, exigindo que a nobreza apostatasse e fundando templos de fogo sobre igrejas. Sob a liderança de Vardanes II, se revoltaram, mas foram derrotados em junho (ou 26 de maio) de 451 na Batalha de Avarair; a maioria dos nacarares que participaram da revolta foram então deportados à capital persa de Ctesifonte. Após Avarair, os armênios foram constantemente chamados pelos iranianos para expedições militares distantes e foram obrigados a aceitar o crescente poder dos apóstatas. No contexto, receberam bem o apelo da revolta de Vactangue I (r. 447–522), que sublevou contra os persas.

## Vida

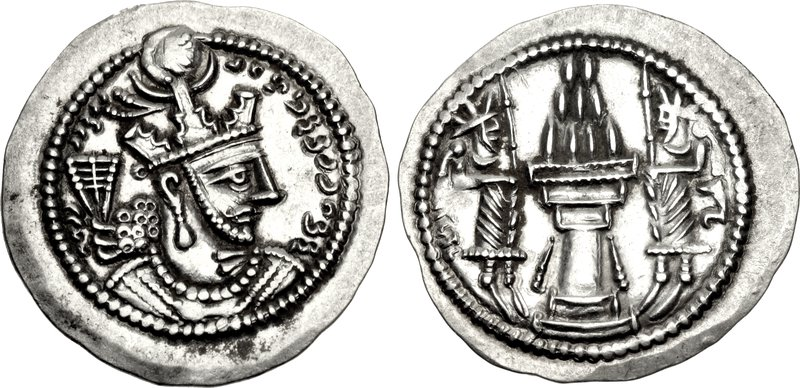
Dracma de r.

A parentela de Vargoxe é desconhecido, exceto que pertencia à família Gentúnio. Quando a rebelião de Vaanes I Mamicônio eclodiu, manteve-se leal ao xainxá Perozes I (r. 459–484). Segundo Lázaro de Farpe, em 481, após os rebeldes conseguirem grande vitória contra os iranianos na Batalha de Acorri, foi enviado pelo inimigo (que é metaforicamente referido como Satanás) ao lado de Vasaces Sarones para Dúbio para espalhar as falsas notícias de que os armênios foram derrotados, causando pânico. Foram desmentidos, no enquanto, quando um dos combatentes, Arrastão, contou publicamente a verdade.